# 浜村淳のなんばでルンバ!
浜村淳のなんばでルンバ!（はまむらじゅんのなんばでるんば）は、毎日放送ラジオ（MBSラジオ）で2006年10月8日から2008年9月28日まで毎週日曜日の9時30分 - 10時に放送されていたラジオ番組である。

## 概要
2006年3月までこの時間枠で放送されていた「浜村淳の日曜夢語り」が、番組スポンサーだった「愛染蔵」の破産により終了、4月から「浜村淳の茶屋町チャ・チャ・チャ」と番組タイトルを改めて放送されたが、2006年の秋季改編で、「ありがとう浜村淳です」の木・金曜日のパートナーを9月まで担当していた奥井ともこを新パートナーに迎えてリニューアルすることになった。「茶屋町 - 」からパートナーを務めた阿部宏美は、その入れ替わりで10月から「ありがとう - 」に木・金曜パートナーとして出演した。
番組タイトル通り、大阪・難波のなんばパークスにあった毎日放送ラジオのサテライトスタジオ「PaRaParaスタジオ」からの公開録音による番組になる（これまでは大阪・茶屋町のMBS本社スタジオで録音）。収録は隔週木曜日の昼間に2本録りで行われていた。
番組の内容は「日曜夢語り」時代からコンセプトはほぼ同じで、1950年代から70年代の映画音楽を中心とした洋楽のオールディーズナンバーを届けていた。
2008年10月5日から後枠番組である『日曜出勤生ラジオ』が午前8時30分からの前倒しスタートになるのに伴い、「日曜夢語り」以来続いてきた日曜日の浜村が出演する番組は一旦、終了した（2024年4月7日から『浜村淳の歌の宝石箱』で再開）。